# 臺北市立松山高級中學

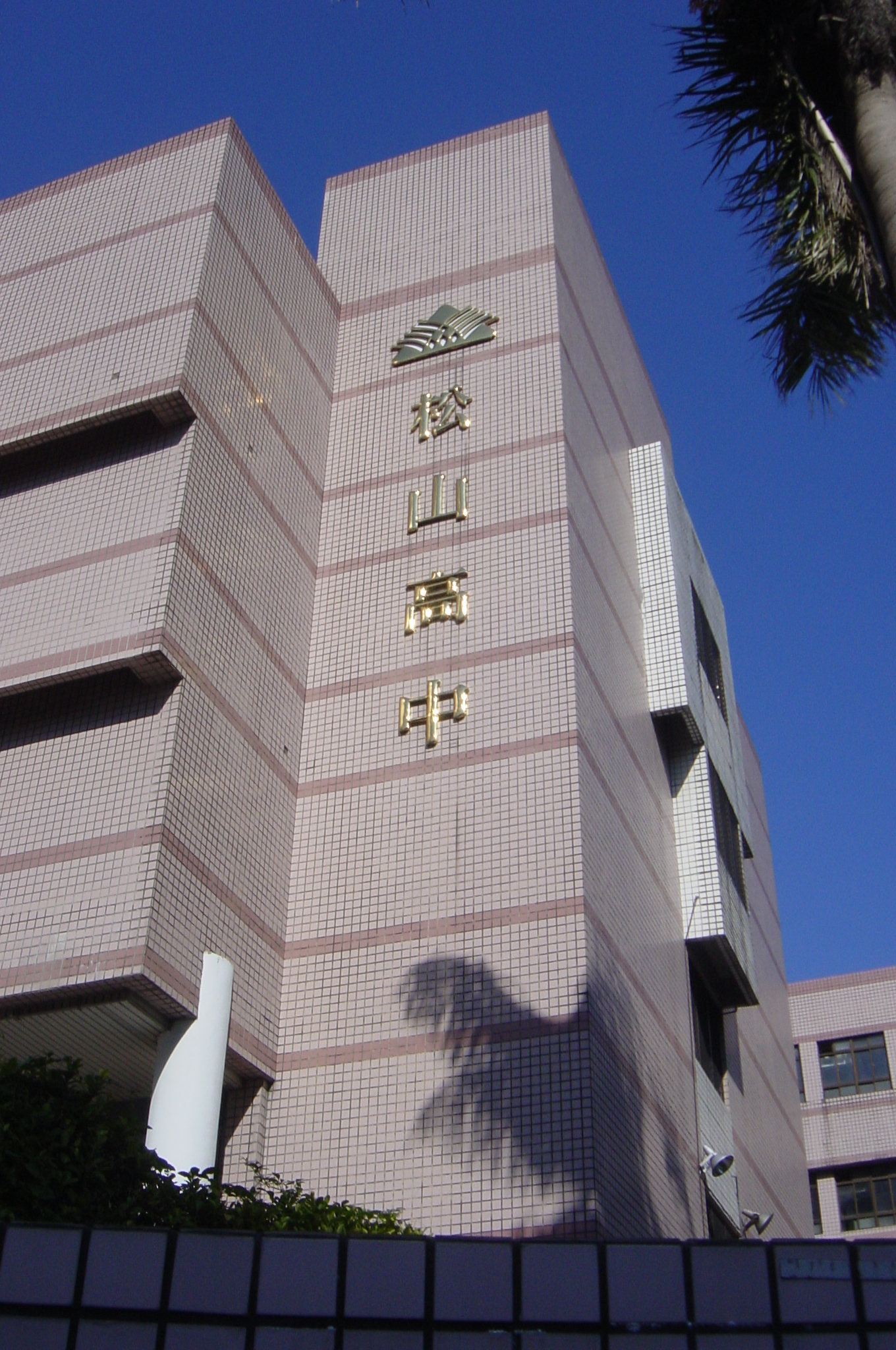
臺北市立松山高級中學教學大樓題字

臺北市立松山高級中學，簡稱松山高中、松高，是位於臺北市信義區的一所市立三年制普通型高級中等學校前身為臺北市立松山初級中學。自1989年從臺北市立松山國民中學改制為三年制普通高中並廢除國中部以來，即維持男女合班制至今。

## 簡史

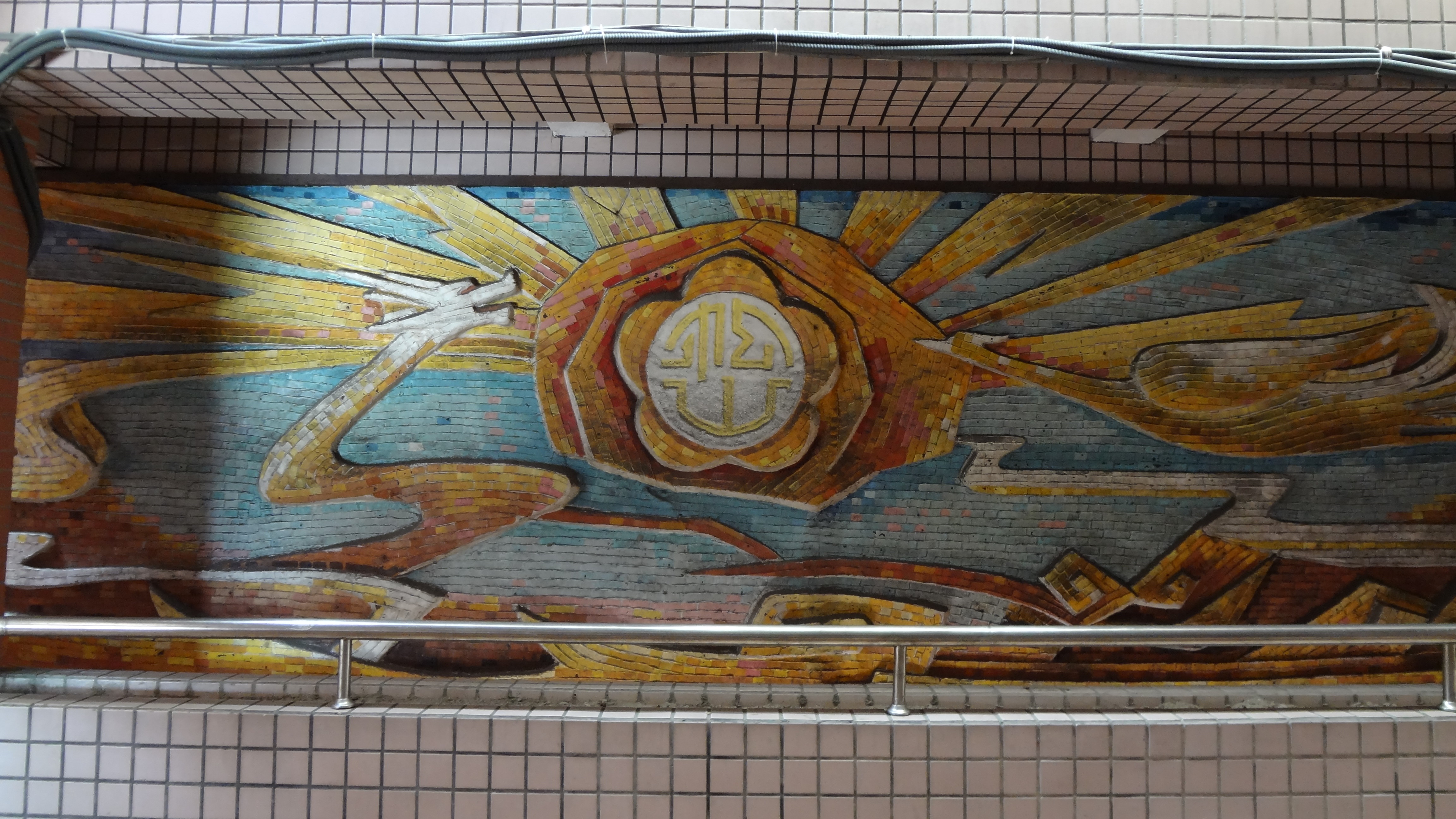
原臺北市立松山國民中學校徽壁畫浮雕

- 1958年（民國47年）：臺北市立松山初級中學創建。
- 1968年（民國57年）：臺北市立松山初級中學改制為臺北市立松山國民中學，簡稱松中。
- 1987年（民國76年）：配合中華民國教育部增設高中政策，臺北市政府成立松山高中籌備處。
- 1989年（民國78年）：臺北市立松山國民中學改制為高中，停招國中生，並改名為臺北市立松山高級中學。

### 校長
- 改制前

第一任：王淑敏
第二任：靳吉禾
第三任：徐駿德
第四任：李澄圳
第五任：宋家齊
- 改制後

第一任：葉文堂 1989年－1996年
第二任：鄭英敏 1996年－1999年
第三任：鍾明樟 1999年－2003年
第四任：林石得 2003年－2009年
第五任：陳總鎮 2009年－2015年1月
代理校長：劉桂光 2015年2月－2015年8月
第六任：陳清誥 2015年9月－2023年7月
第七任：林昇茂 2023年8月–

### 其它

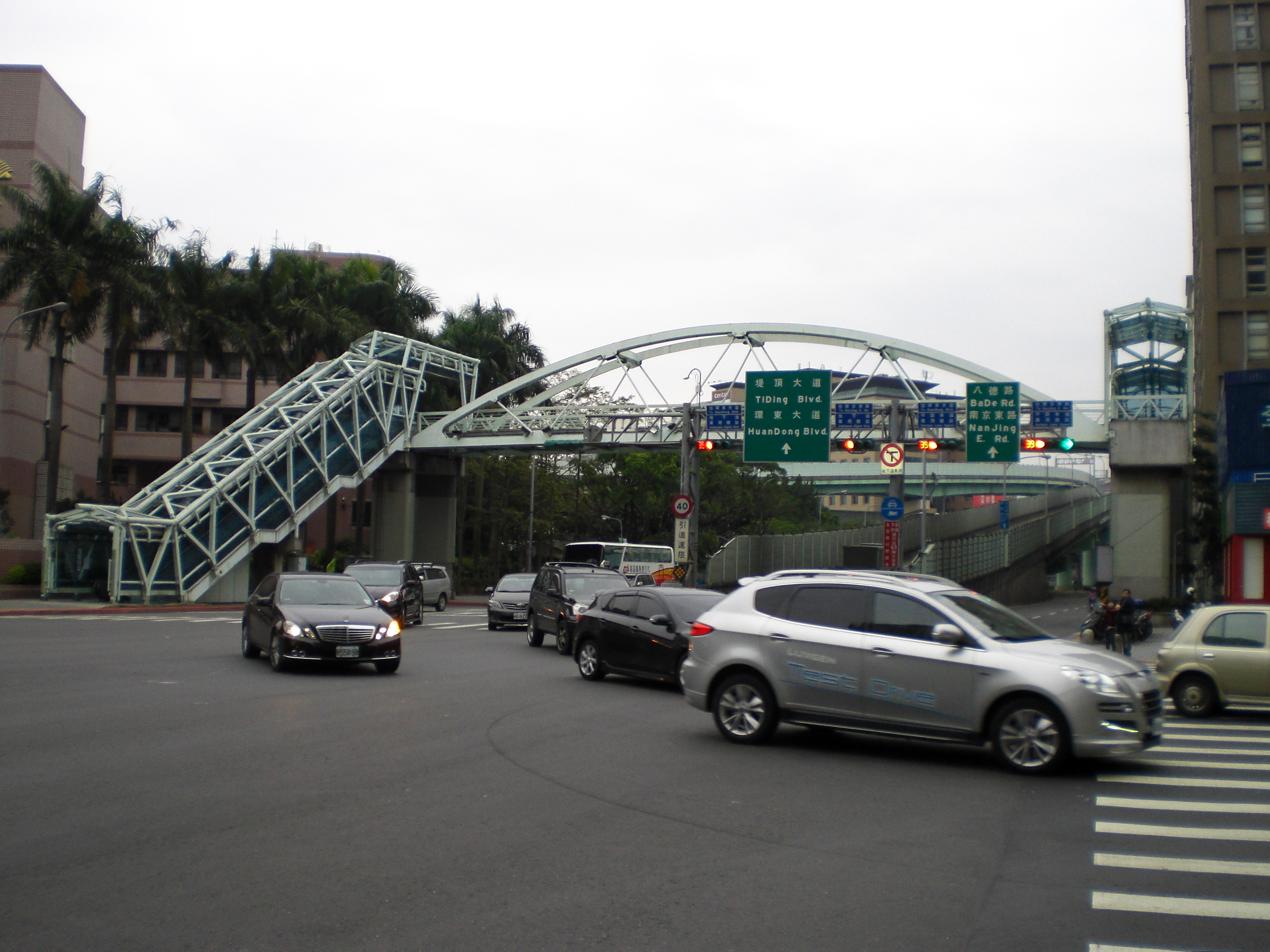
位於松山高中門口的人行天橋

位於松山高中門口的人行天橋是臺灣第一座設有電扶梯的人行天橋，方便身障生安全跨越基隆路。

## 學校象徵

### 校徽
校徽的設計蘊涵「松山」的精神。左右交錯的弧線意謂「松針」，合圍成中心的「松果」，松針是師長，松果是同學，象徵學校師長對同學的呵護教育；而松針與松果的圖案矗立在「山」之上。學習松樹的蒼勁，效法高山的雄峙，正是每位松高人的深自期許。
因校徽形狀與統一超商御飯糰相似，因此紀念徽章或紀念抱枕等常以御飯糰代表松高。
也有人以「崧」字作為松高象徵。

### 校訓
倫理、民主、科學　榮譽、責任、服務
倫理－以倫理和諧校園
民主－以民主建立制度
科學－以科學提昇效率
榮譽－以榮譽陶鑄人格
責任－以責任實現自我
服務－以服務美化人生

### 服裝

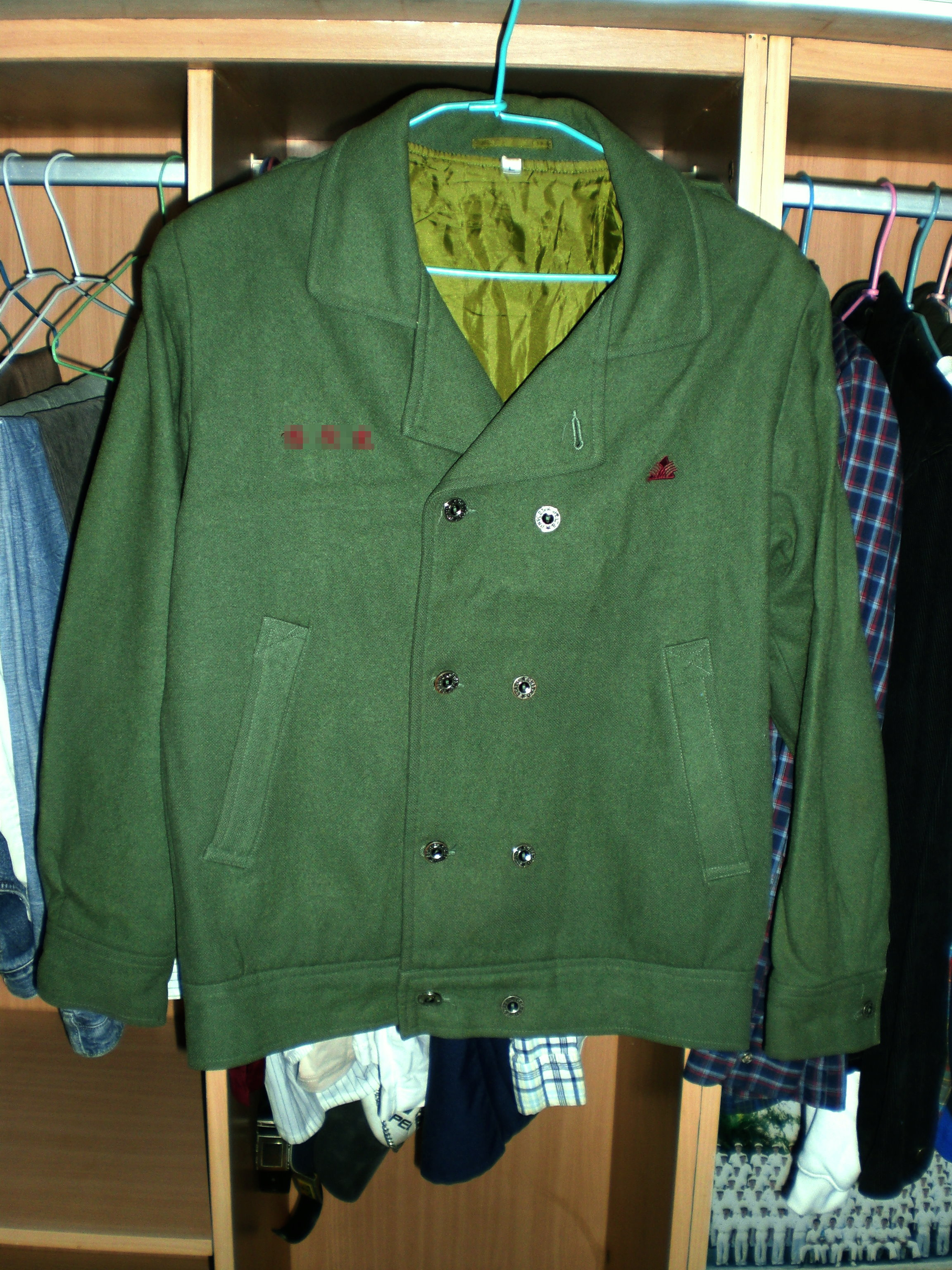
1999年松山高中制服外套

男生制服為淺綠色上衣配深橄欖綠色長褲，女生制服為淺綠色上衣配深橄欖綠色長褲（冬季）或深橄欖綠色百褶裙（夏季）。
男生運動服為灰色上衣配黑色褲子，女生則為天藍色上衣配深藍色褲子。
每年都會製作特色帽T，並已開放AB裝（制服與運動服混搭）。
學號繡於制服上衣口袋上緣，校徽繡於制服上衣口袋之上，沒有繡校名，也沒有按照年級繡槓。

## 行政單位
| 行 政 單 位 | 校長室     | 內有校長室及秘書室                                         |
| 行 政 單 位 | 教學事務處 | 內有教學組、註冊組、設備組、實驗研究組                     |
| 行 政 單 位 | 學生事務處 | 內有生活輔導組、訓育組、社團活動組、體育運動組、衛生保健組 |
| 行 政 單 位 | 教官室     | 內有軍訓教官、生命教育教師                                 |
| 行 政 單 位 | 輔導室     | 內有特殊教育組                                             |
| 行 政 單 位 | 圖書館     | 內有資訊媒體組、系統管理師                                 |
| 行 政 單 位 | 總務處     | 內有文書組、庶務組、出納組                                 |
| 行 政 單 位 | 人事室     | 人事室                                                     |
| 行 政 單 位 | 會計室     | 會計室                                                     |

## 籃球隊
| 學年度    | 級別 | 成績   |
| --------- | ---- | ------ |
| 86學年度  | 甲級 | 第五名 |
| 87學年度  | 甲級 | 第五名 |
| 88學年度  | 甲級 | 亞軍   |
| 89學年度  | 甲級 | 第六名 |
| 91學年度  | 甲級 | 第三名 |
| 92學年度  | 甲級 | 第五名 |
| 93學年度  | 甲級 | 第六名 |
| 95學年度  | 甲級 | 第五名 |
| 96學年度  | 甲級 | 第五名 |
| 97學年度  | 甲級 | 冠軍   |
| 98學年度  | 甲級 | 冠軍   |
| 99學年度  | 甲級 | 冠軍   |
| 102學年度 | 甲級 | 第六名 |
| 103學年度 | 甲級 | 冠軍   |
| 104學年度 | 甲級 | 亞軍   |
| 105學年度 | 甲級 | 冠軍   |
| 106學年度 | 甲級 | 冠軍   |
| 107學年度 | 甲級 | 第五名 |
| 109學年度 | 甲級 | 第六名 |
| 110學年度 | 甲級 | 第五名 |
| 111學年度 | 甲級 | 第三名 |
| 112學年度 | 甲級 | 第四名 |
| 113學年度 | 甲級 | 冠軍   |

## 外部連結
- 台北市立松山高級中學網站 （页面存档备份，存于）